# 1. Konzertstück für Klarinette und Bassetthorn
Das Konzertstück f-Moll für Klarinette, Bassetthorn und Orchester Nr. 1 op. 113 (MWV Q 23) ist ein Werk des deutschen Komponisten Felix Mendelssohn Bartholdy. Es entstand am 30. Dezember 1832 in Berlin für die beiden Klarinettisten Heinrich Joseph Baermann und dessen Sohn Carl. Ursprünglich war es für Klavier gesetzt, später erfolgte die Orchestrierung durch Mendelssohns eigene Hand.

## Zur Musik
Das Stück besteht aus drei direkt aufeinanderfolgenden Sätzen, die zusammen etwa acht Minuten dauern:
- Allegro con fuoco, f-moll, 4/4-Takt
- Andante, As-Dur, 9/8-Takt
- Presto, F-Dur, 6/8 Takt

Der erste Satz, ein stürmisches „Allegro con fuoco“, beginnt mit je einer Kadenz in der Klarinette und dem Bassetthorn. Der ganze Satz ist von einer ständigen Unruhe durchzogen, der nur selten entspannende Momente kennt. Kadenzen beenden ihn und führen in das ruhige „Andante“, einem „Lied ohne Worte“. Nur kurz wird zweimal die Ruhe getrübt, dargestellt durch c-Moll, bevor sie wieder einsetzt und den Satz verklingen lässt. Das virtuose Rondo mit der Vortragsbezeichnung „Presto“ ist gespickt mit virtuosen Läufen und einem tänzerischen Hauptthema. Ausgelassen und fröhlich nimmt die Musik ihren Lauf, bevor Oktavsprünge das Werk beschließen.

## Entstehung
Das Konzertstück f-Moll gilt als Teil eines Handels zwischen Mendelssohn und den Baermanns: Heinrich Joseph und Carl Baermann sollten für Mendelssohn in dessen Berliner Wohnsitz Dampfnudeln und Rahmstrudel zubereiten, wofür dieser ein Werk für Klarinette und Bassetthorn zu Papier brachte. Ein entsprechender Eintrag findet sich im Familienbuch der Familie Baermann. Das Autograf versah Mendelssohn mit dem humoristischen Untertitel „Die Schlacht bei Prag: Ein großes Duett für Dampfnudel oder Rahmstrudel.“ und widtmete das Werk „demütig“ Baermann senior und Baermann junior.
Wegen des Erfolges wiederholten die drei ein paar Tage danach die Koch- und Komponieraktion für ein zweites Konzertstück, Konzertstück für Klarinette, Bassetthorn und Orchester Nr. 2, op. 114. Carl Baermann schrieb die Orchesterfassung für die zweite Komposition.

## Autograf
- Die Schlacht bei Prag : Ein grosses Duett für Dampfnudel oder Rahmstrudel Clarinett u. Bassetthorn. Berlin, den 30. Dezember 1832. Offenbach, J. André, 1869

## Interpretationen (Auswahl)
- Sabine Meyer, Wolfgang Meyer und die Academy of St. Martin in the Fields: EMI 7243 5 57359 2 8
  - Christof Siemes: Rezension, in Die Zeit, 10. Oktober 2002